# Trebra (Adelsgeschlecht)

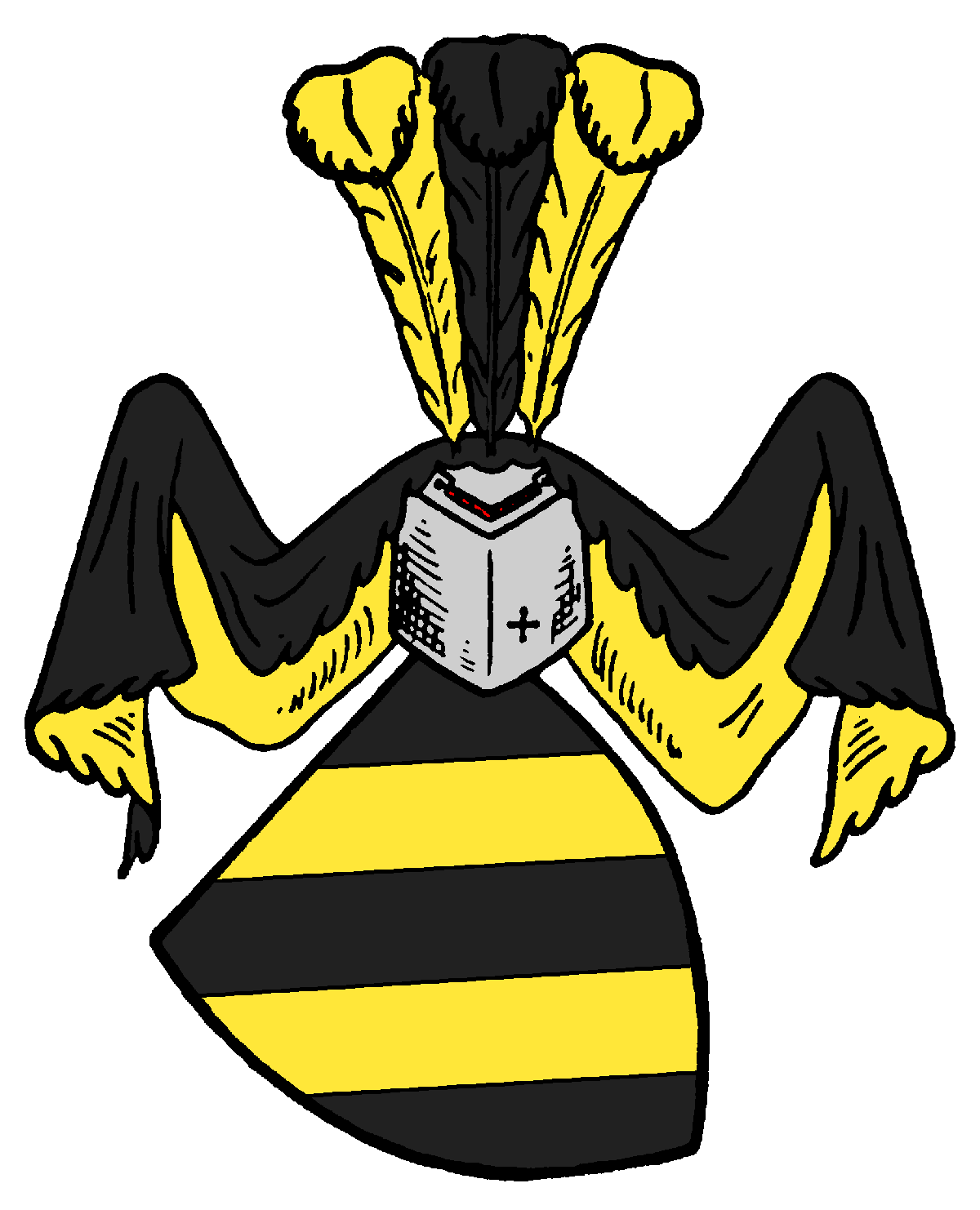
Wappen derer von Trebra

Die Familie von Trebra, auch Trebra-Lindenau, ist ein altes thüringisch-sächsisches Adelsgeschlecht mit gleichnamigem Stammsitz in Nieder-Trebra oder bei Apolda.

## Geschichte
Die Ersterwähnung der Burg Trebra war 1145 und der Familie 1207. Heinrich von Trebra begab sich 1227 mit dem Thüringer Landgrafen Ludwig auf den Kreuzzug. Urkundlich erscheint das Geschlecht erstmals am 3. Mai 1326 mit den Rittern Ulrich, Botho und Johann von Trebere als Burgmannen zu Heldrungen. Die Stammreihe beginnt 1408 mit Albrecht von Trebra, Amtmann zu Sachsenburg. Später besaß die Familie Rittergüter in Allstedt, Artern, Braunsroda, Bretleben, Eckartsberga, Etzleben, Gehofen (Siedelhof genannt), Heldrungen, Hergisdorf, Kannawurf, Leimbach, Lindenau, Nausitz (1582–1608), Oberfarnstedt, Reinsdorf, Neustädtel, Schönfeld, Teutleben und Voigtstedt. Mit Pretschen und Amalinehof besaß die Familie über zwei Generationen auch Begüterungen in der Provinz Brandenburg.
Die Familie gliedert sich genealogisch in zwei Linien und deren weiteren Zweigen, Braunsroda und Gehofen. Der Grundbesitzer, sächsische Kammerherr und Oberforstmeister Johannes von Trebra-Braunsroda-Polenz (1813–1892), verheiratet mit Felicie von Petrikowsky-Lindenau (1818–1887) erhielt am 9. Januar 1854 zu Dresden die sächsische Genehmigung zur Namensvereinigung und nannte sich fortan Johannes von Trebra-Lindenau.
Sie ist mit der Familie von Rockhausen auf Kirchscheidungen verschwägert. Die Familie ist nicht verwandt mit den „Schenken von Trebra“, die zur Familie der Thüringer „Schenken von Tautenburg“ gehören, die wiederum den „Schenken von Vargula“ entstammen. Auch die „Marschälle von Trebra“ gehören nicht zu dieser, sondern zu der Thüringer Familie Marschall, die sich nach ihren Gütern benannte.

## Wappen
Das Wappen zeigt in Schwarz zwei schräge goldene Balken. Auf dem Helm mit schwarz-goldenen Decken drei (gold-schwarz-gold) Straußenfedern.

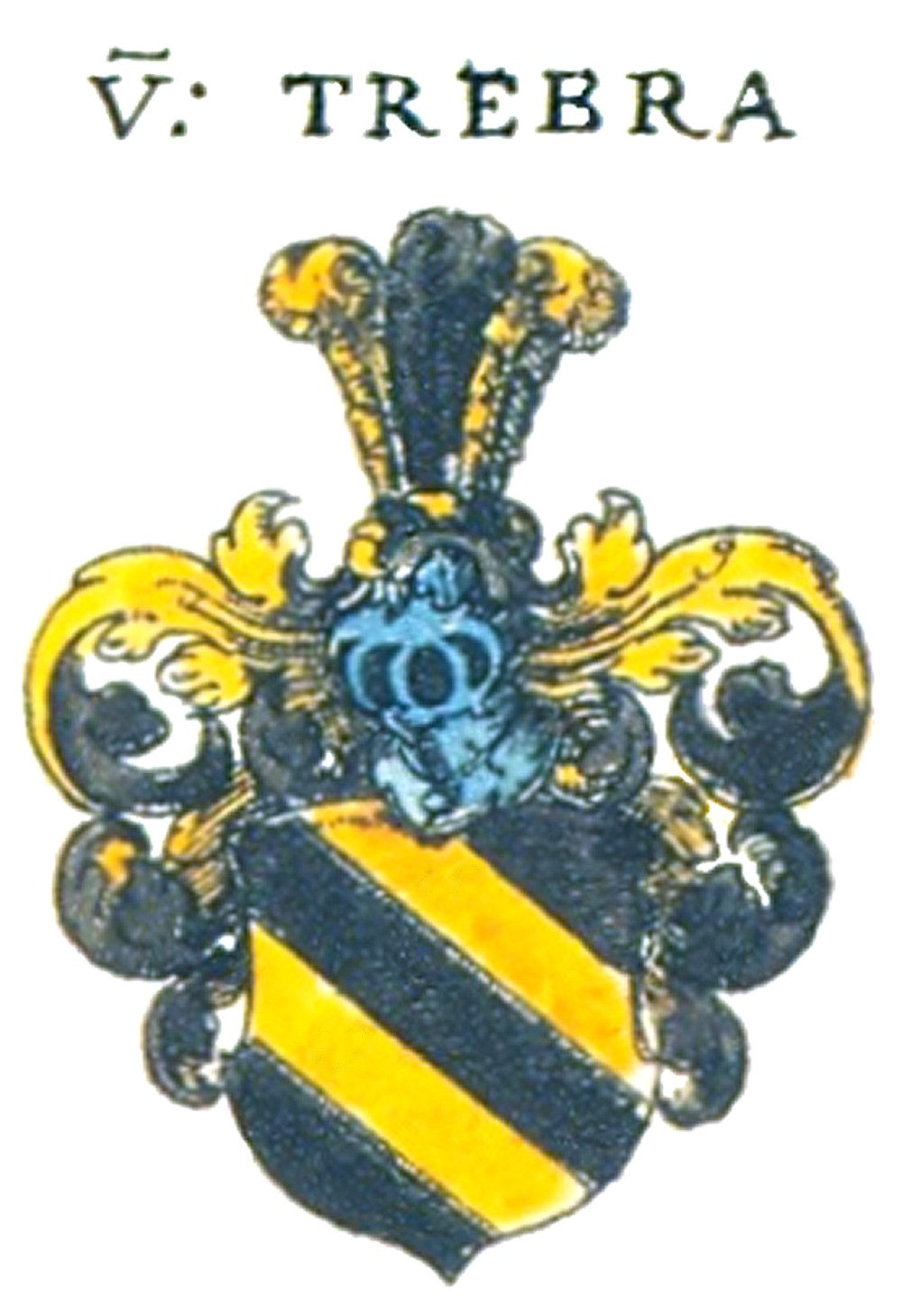
Trebra-Wappen in Siebmachers Wappenbuch von 1605
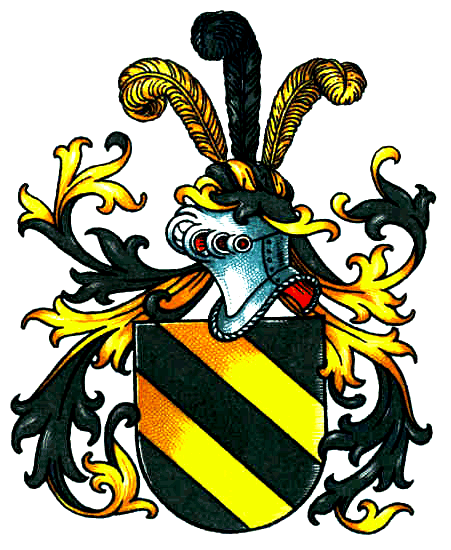
Trebra-Wappen im Wappenbuch des schlesischen Adels
Wappen der Thüringischen Gemeinde Trebra

## Bekannte Familienmitglieder
- Friedrich Wilhelm Heinrich von Trebra (1740–1819), sächsischer Oberberghauptmann und Freund Johann Wolfgang von Goethes
- Karl von Trebra (1834–1905), preußischer Generalmajor
- Hans von Trebra-Lindenau (1842–1914), Jurist, konservativer Politiker und Abgeordneter des Sächsischen Landtags
- Walther von Trebra (1869–1924), Verwaltungsjurist

## Weitere Literatur
- Friedrich Wilhelm Heinrich von Trebra, Gottlob August von Trebra: Die Lebensgeschichte des königlich preußischen Majors Gottlob August von Trebra. 1806.[6][7]
- Bernd Wiefel: Anmerkungen zu Heinrich von Trebra. in: Bilder aus der Vergangenheit des mittleren Erzgebirges, Band 1, Eigenverlag, Olbernhau 2007. DNB 1043127771